# José Luis Ozores Puchol
José Luis Ozores Puchol (Madrid, 18 de juny de 1923 - Madrid, 10 de maig de 1968) va ser un actor espanyol.

## Biografia
Els seus pares van ser els actors de teatre Mariano Ozores i Luisa Puchol. Van tenir tres fills, José Luis (1923-1968), Mariano (1926), director i guionista, i Antonio (1928-2010), actor.
José Luis es va casar amb la també actriu Concepción Muñoz i van tenir tres fills, l'actriu Adriana (1959) i els bessons, Mariano i Pelayo (1961), que es dediquen també al món del cinema. És oncle de la també actriu Emma Ozores Ruiz (1966), filla d'Antonio.
Debuta al cinema en 1944. La seva pel·lícula que li va portar a la fama va ser Recluta con niño (1955), de Pedro Luis Ramírez.
Una greu malaltia, l'esclerosi múltiple, de la qual va estar malalt des de 1959, el va deixar postrat en una cadira de rodes el 1963, però no per això va deixar d'actuar. Va morir el 10 de maig de 1968 a la Clínica de Nuestra Señora del Loreto a Madrid.

## Principals premis
- 1964 - Premi del Sindicat Nacional de l'Espectacle per "La hora incógnita".

## Filmografia espanyola
| - Hoy como ayer (1965) - La hora incógnita (1963) - Alegre juventud 1962 - Sabían demasiado 1962 - Su Alteza la niña 1962 - Suspendido en sinvergüenza 1962 - Margarita se llama mi amor 1961 - Salto mortal 1961 - ¡Aquí están las vicetiples! 1960 - Ahí va otro recluta 1960 - El casco blanco 1959 - Las dos y media y ... Veneno 1959 - Un ángel tuvo la culpa 1959 - El gafe 1958 - Parque de Madrid 1958 - El aprendiz de malo 1957 - El fotogénico 1957 - El hombre del paraguas blanco 1957 - El puente de la paz 1957 - El tigre de Chamberí 1957 - La cenicienta y Ernesto 1957 - Los ángeles del volante 1957 - Calabuch 1956 | - La gran mentira 1956 - La vida en un bloc 1956 - Los ladrones somos gente honrada 1956 - Pasaje a Venezuela 1956 - ¡Aquí hay petróleo! 1955 - Al fin solos 1955 - Historias de la radio 1955 - Juicio final 1955 - La chica del barrio 1955 - Recluta con niño1955 - Buenas noticias 1953 - El diablo toca la flauta 1953 - Cabaret 1952 - De Madrid al cielo 1952 - El andén 1952 - Encuentro en la ciudad 1952 - Patio andaluz 1952 - Pluma al viento 1952 - Cuento de hadas 1951 - Esa pareja feliz 1951 - Habitación para tres 1951 - El último caballo 1950 - El camino de Babel 1944 |